# Озерцы (Толочинский район)
Озерцы (бел. Азерцы) — агрогородок в Толочинском сельсовете Толочинского района Витебской области Беларуси.

## История
До 10 октября 2013 года являлся административным центром Озерецкого сельсовета Толочинского района. Сельсовет был упразднён решением Витебского облсовета № 292 от 10 октября 2013 года «Об изменении административно-территориального устройства некоторых районов Витебской области». Территория сельсовета, а также входившие в его состав населённые пункты, включены в Толочинский сельсовет.

## Инфраструктура
В агрогородке действует РУП "Толочинский консервный завод" — одно из старейших белорусских винодельческих предприятий. Мощности Толочинского завода позволяют выпускать в год 50 тыс. декалитров (дал) виноградных и 800 тыс. дал плодово-ягодных вин, 1,8 тысяч тонн крахмала. Ассортиментный перечень алкогольной продукции составляет около 50 наименований. Это вина плодовые крепленые улучшенного качества. С 2008 года начат выпуск пяти наименований фруктово-ягодных натуральных столовых вин. Ведется розлив виноградных вин из импортных виноматериалов.